# 1.º governo de José I de Portugal
O 1.º governo de José I de Portugal constituído a 2 de Agosto de 1750, foi presidido pelo Padre Pedro da Mota, na qualidade de secretário de Estado dos Negócios Interiores do Reino (se bem que o cargo de chefe de governo não estava ainda definido), sendo o executivo encabeçado pelo próprio D. José I.
Pedro da Mota e Silva faleceu na sequência do Terramoto de 1755, tendo o cargo ficado vago mas, na prática, sido preenchido por Sebastião José de Carvalho e Melo, que apenas viria a tomar posse oficialmente em 1756.
A sua constituição era a seguinte:
| Cargo                                                      | Detentor                          | Período                                     |
| ---------------------------------------------------------- | --------------------------------- | ------------------------------------------- |
| Secretário de Estado dos Negócios Interiores do Reino      | Pedro da Mota e Silva             | 2 de Agosto de 1750 a 4 de Novembro de 1755 |
| Secretário de Estado dos Negócios da Marinha               | Diogo de Mendonça Corte-Real      | 2 de Agosto de 1750 a 6 de Maio de 1756     |
| Secretário de Estado dos Negócios Estrangeiros e da Guerra | Sebastião José de Carvalho e Melo | 2 de Agosto de 1750 a 6 de Maio de 1756     |

## Galeria

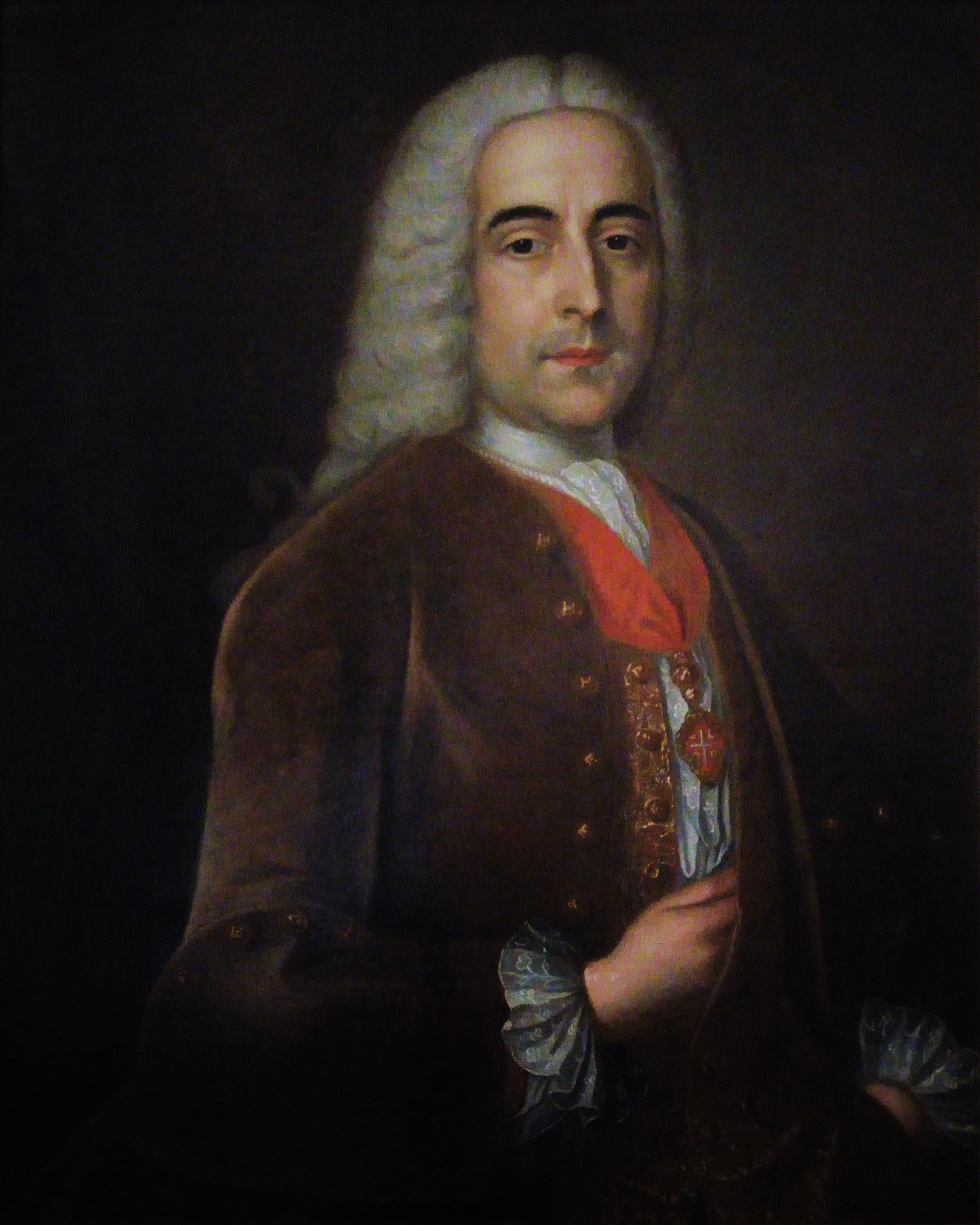
Diogo de Mendonça Corte-Real, secretário de Estado dos Negócios da Marinha
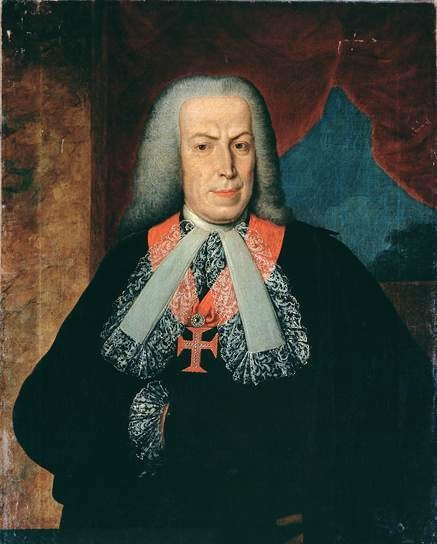
Sebastião José de Carvalho e Melo, secretário de Estado dos Negócios Estrangeiros e da Guerra